# Budweiser
Budweiser, também conhecida popularmente como Bud, é uma cerveja do tipo long americana, fabricada pela AB InBev, fundada em 1876. Tem sua versão light, a Bud Light, que é a cerveja mais consumida nos Estados Unidos.
Recentemente foi vendida à belgo-brasileira InBev, maior cervejaria do mundo, o que permitiu a venda regular da marca no Brasil. A Budweiser é a nova líder do mercado brasileiro de cervejas premium, que representa 4,7% do total de 13 bilhões de litros de cerveja produzidos no Brasil em 2011. Segundo dados da Nielsen, a Bud terminou o último novembro de 2012 com 13,1% de participação, tomando a dianteira da rival Heineken, que encerrou o período com 11% de share.

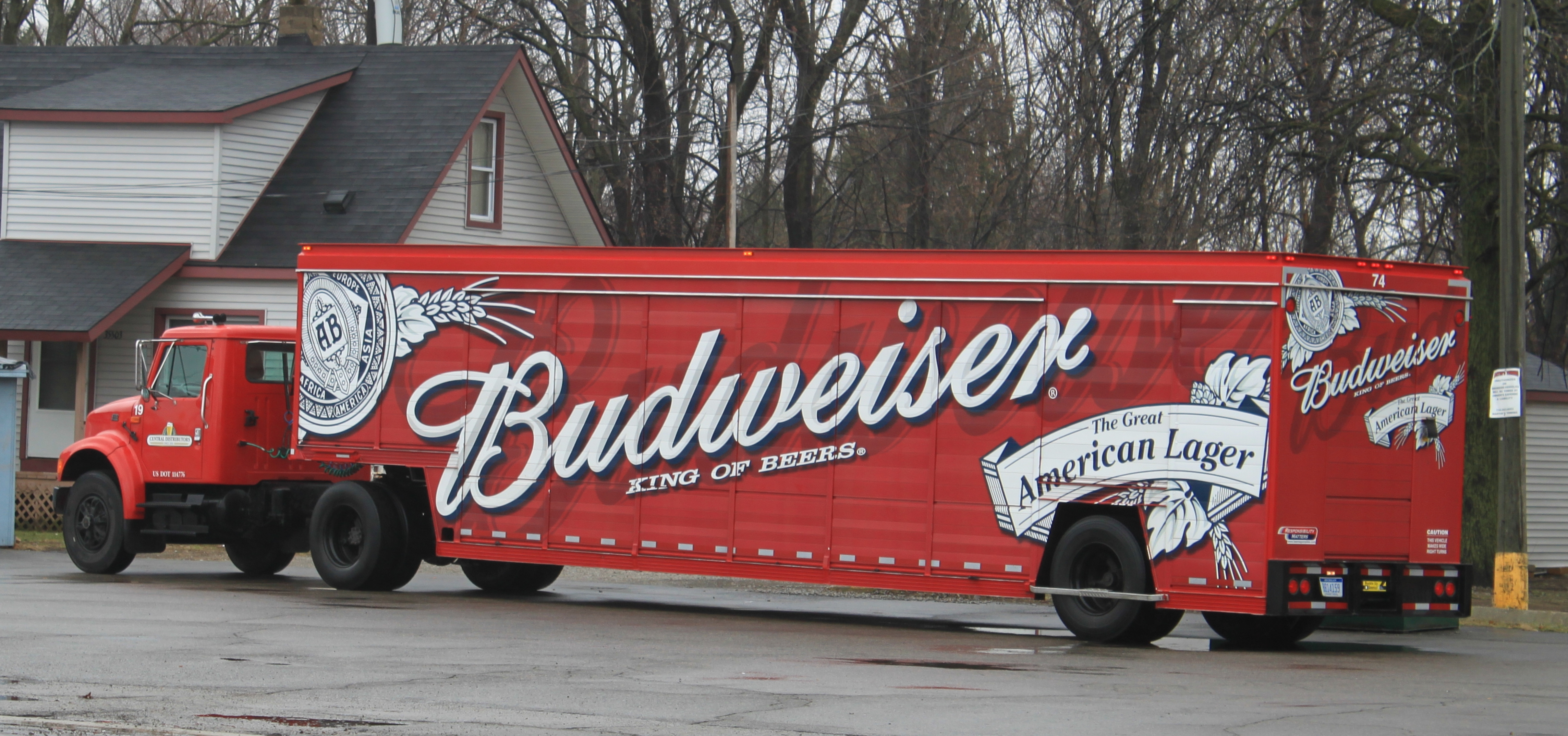
Caminhão da marca.

A Budweiser é a patrocinadora oficial do lutador de MMA brasileiro Anderson Silva. Internacionalmente é patrocinadora de importantes ligas profissionais, como futebol americano, baseball e NBA, além de ter forte presença na NASCAR.
Budweiser é uma marca global de cerveja, presente em mais de 60 países e é considerada a mais valiosa do mundo na categoria, de acordo com a BrandZ's Top 100 e pelo ranking 2011 da Milward Brown 2011.
Atualmente a marca tem explorado bastante os campos comerciais mundo a fora, e tem a estrela da música mundial Rihanna, como sua maior garota propaganda. Usando a imagem da cantora em shows e eventos, a Budweiser produziu em 2013 um anúncio que foi exibido no mundo todo para divulgar a bebida.

## História
Tudo começou quando a cervejaria Anheuser-Busch, sediada na cidade de St. Louis, introduziu no mercado americano a Budweiser Lager Beer com a colaboração de Carl Conrad, sendo a primeira cerveja nacionalmente americana. A Anheuser-Busch decidiu usar o nome inspirada num tipo de cerveja de um lugar chamado Budweis, em uma região distante do Império Húngaro.
A Budweiser de Budějovice é chamada de "The Kings Beer" (em inglês "A Cerveja dos Reis") desde o século XVI. Adolphus Busch adaptou este slogan para "The King of Beers" (em inglês "O Rei das Cervejas"). Apesar dessa história, a Anheuser Busch detém a marca registrada desses slogans nos Estados Unidos.
Em 1883, graças ao processo de pasteurização em sua produção, a cerveja começou a ser engarrafada. As primeiras exportações ocorreram em 1885. Na década de 20, durante a Lei Seca americana, a cervejaria passou a produzir uma versão sem álcool.
No começo da década de 1980 a Anheuser-Busch formou uma divisão internacional e começou o processo de venda em larga escala da cerveja no mercado internacional. Em 1982 introduziu no mercado a cerveja Bud Light.

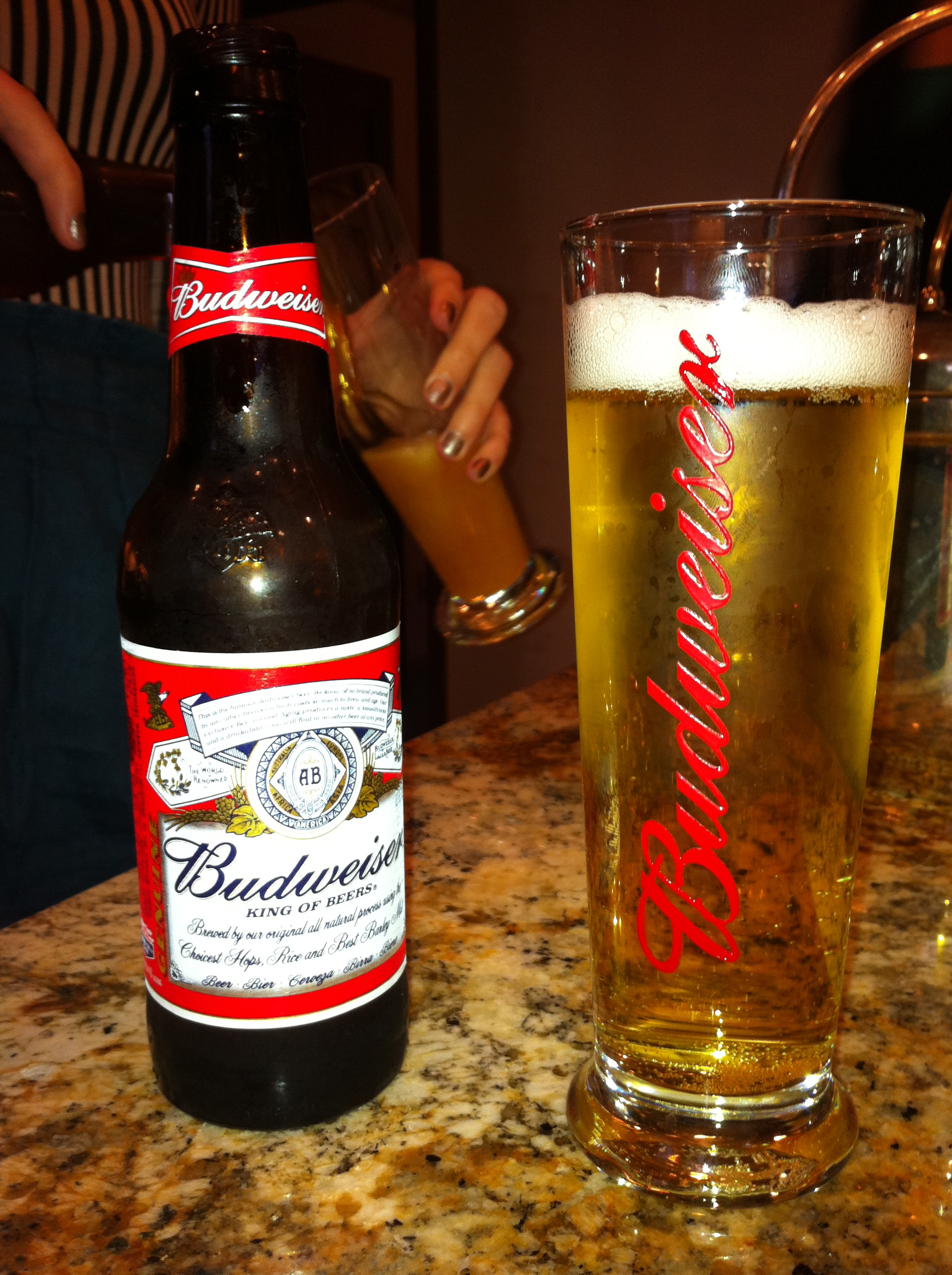
Garrafa e copo com Budweiser

No ano de 1999 até 2002 tiveram o seu famoso comercial Whassup? que se tornou parte da cultura popular.

## Ingredientes
Atualmente a Budweiser leva em sua composição: água, malte, cereais não-maltados (especialmente arroz) e lúpulo.
| Marca             | Teor alcoólico |
| ----------------- | -------------- |
| Budweiser/Bud Dry | 5,0%           |
| Bud Light         | 4,2%           |
| Bud Ice           | 5,5%           |
| Bud Ice Light     | 4,1%           |

## No Brasil

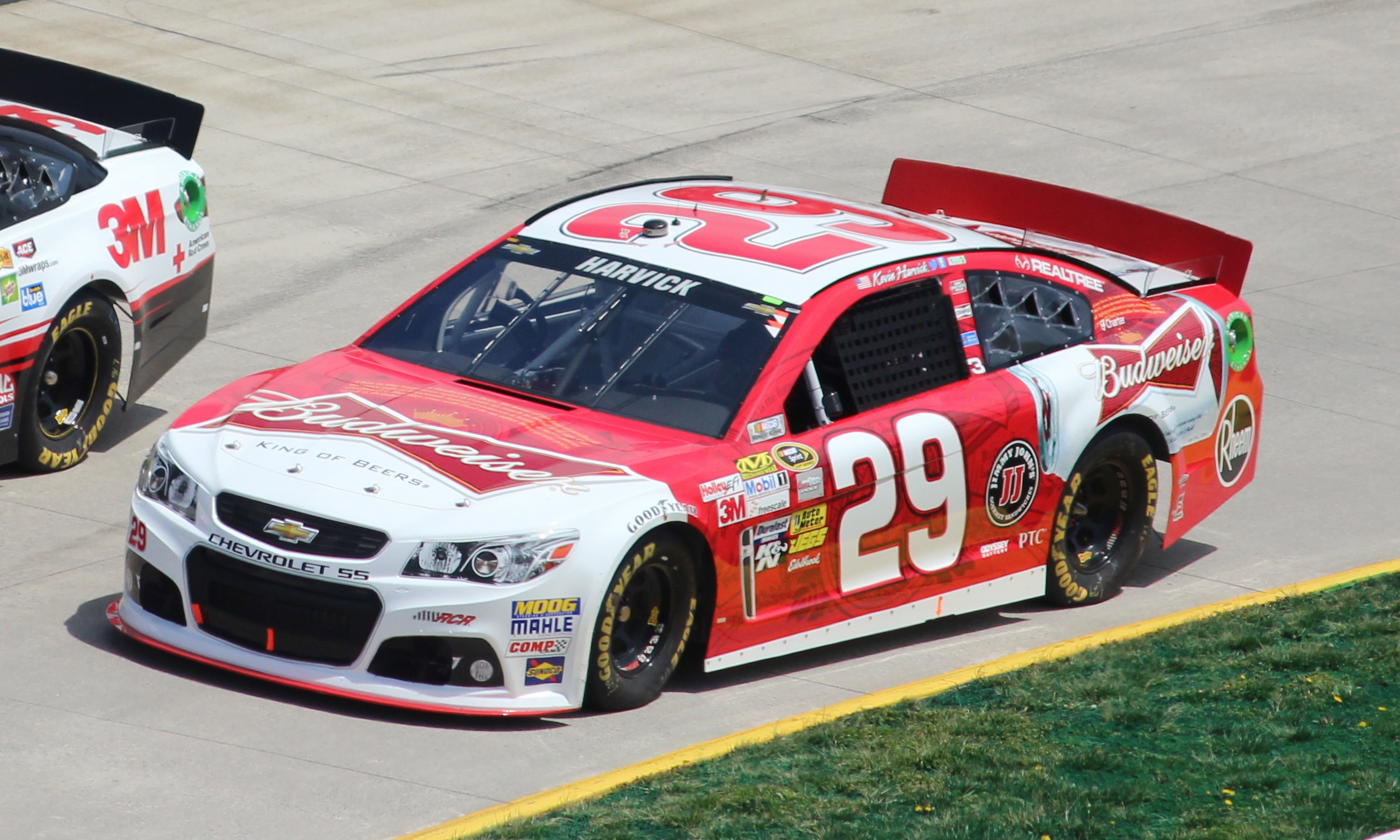
Carro da NASCAR com patrocínio da Budweiser.

A produção da Budweiser é feita na fábrica de Jacareí, interior de São Paulo, que recebeu investimentos nas linhas de produção para o desenvolvimento da cerveja.
O Brasil foi o primeiro mercado a comercializar Bud com sua nova identidade visual em todo o mix (lata, long neck, garrafas de alumínio e de 600 ml).
A primeira campanha veiculada no Brasil foi em novembro de 2011 com o comercial "Great times" (momentos incríveis, em inglês). O filme traduz o posicionamento global da marca e propõe um mensagem de otimismo e celebração para os consumidores.